# Anthony Canty
Anthony Akim Wilbur S. Canty (* 12. Februar 1991 in Berlin) ist ein ehemaliger deutscher Basketballspieler. Er bestritt 119 Bundesliga-Spiele. Canty wechselte bereits mit 16 Jahren in die Nachwuchsmannschaften des deutschen Erstligisten Eisbären Bremerhaven. Ab 2009 bekam er dann auch zunehmend Einsatzzeit bei der Herrenmannschaft sowie beim Kooperationspartner Cuxhaven BasCats in der zweiten Liga ProA. Nachdem Canty in der Vergangenheit schon für Jugend- und Juniorennationalmannschaften gespielt hatte, gehörte er 2012 zum erweiterten Aufgebot der deutschen Nationalmannschaft. In den Spielzeiten 2013/14 und 2014/15 spielte Canty für den TBB Trier in der Basketball-Bundesliga.

## Karriere
Canty, Sohn einer französischen Mutter und eines US-amerikanischen Vaters, der in Deutschland zeitweise in Magdeburg als Trainer tätig war, lernte das Basketballspiel in seiner Heimatstadt bei der BG Zehlendorf und dem TuS Lichterfelde, mit dessen U16-Auswahl er 2007 Deutscher Meister wurde. Anschließend wechselte Canty 2007 an die „Basketball-Akademie-Nordsee“ des Basketball-Bundesligisten Eisbären Bremerhaven und spielte für dessen Nachwuchsmannschaft in der Nachwuchs-Basketball-Bundesliga (NBBL) sowie für die U18-Nationalmannschaft, die bei der EM-Endrunde 2009 jedoch über einen elften Platz nicht hinaus kam.
Mittels einer Doppellizenz hatte Canty in der Bundesliga-Spielzeit 2009/10 erste Kurzeinsätze in der Erstligamannschaft der Eisbären. Nachdem er der NBBL-Mannschaft entwachsen war, spielte er in der ProA-Runde 2010/11 für den Eisbären-Kooperationspartner Cuxhaven BasCats in der zweithöchsten deutschen Spielklasse. Durch die Doppellizenz gehörte er aber weiterhin auch dem Erstligakader an, wo er in knapp der Hälfte der Saisonspiele für durchschnittlich zehn Minuten pro Spiel eingesetzt wurde. In der Bundesliga-Spielzeit 2011/12 stagnierten die Leistungen von Canty bei den Eisbären, die auch erstmals nach zwei Jahren wieder den Einzug in die Play-offs um die Meisterschaft verpassten. Trotzdem erhielt Canty eine Einladung vom damaligen Bundestrainer Svetislav Pesic in das Trainingslager der Nationalmannschaft im Sommer 2012. Nachdem die Bremerhavener in der Bundesliga-Saison 2012/13 erneut den Einzug in die Meisterrunde verpasst hatten, wechselte Canty zur folgenden Saison zum Ligakonkurrenten TBB nach Trier.
Nach einem erfolgreichen Sommer 2013, wo Canty als Teil der A2-Nationalmannschaft unter anderem an der Universiade in Kasan teilgenommen hatte, schien die Saisonvorbereitung optimal zu verlaufen. Jedoch verpasste der junge Neu-Trierer aufgrund einer Schulterverletzung den Saisonbeginn. Nach langer Wiederaufbauphase kehrte Canty nach einigen Monaten aufs Spielfeld zurück. Eine erneute Schulterverletzung führte unglücklicherweise zu einem vorzeitigen Saisonaus. Trotz des Verletzungspech hielt der TBB weiterhin zu seinem talentierten Spieler, der einen längerfristigen Vertrag in Trier unterschrieb.
Zu Beginn der Saison 2015/16 wurde Canty von den Hamburg Towers verpflichtet. Dort spielte er in der 2. Bundesliga ProA unter Trainer Hamed Attarbashi, mit dem der Spielmacher bereits in Bremerhaven zusammengearbeitet hatte. In der Saison 2016/17 war Canty mit einem Punkteschnitt von 15,3 pro Einsatz bester Hamburger Werfer. Dies war zugleich in statistischer Hinsicht das beste Jahr seiner Hamburger Zeit.
Im Sommer 2018 kehrte er nach Bremerhaven und damit in die erste Liga zurück, musste aber zum Ende der Saison 2018/19 den Bundesliga-Abstieg hinnehmen. Canty bestritt für die Eisbären im Verlauf der Saison 32 Ligaspiele und verbuchte 3,5 Punkte je Partie. Er ging mit den Eisbären in die 2. Basketball-Bundesliga ProA. Canty erzielte im Lauf des Spieljahres 2019/20 im Schnitt 7,5 Punkte pro Spiel und stand mit der Mannschaft unter der Leitung von Trainer Michael Mai auf dem zweiten Tabellenplatz, als die Saison Mitte März 2020 wegen der Ausbreitung des Coronavirus SARS-CoV-2 vorzeitig endete.
Er wechselte in der Sommerpause 2020 zu den SBB Baskets Wolmirstedt in die Regionalliga Nord. Ende Januar 2021 wechselte er mit drei Mannschaftskollegen zur SG Lützel-Post Koblenz in die 2. Bundesliga ProB, nachdem er zuvor monatelang wegen der Coronavirus-Pandemie hatte aussetzen müssen, da der Regionalliga-Spielbetrieb ruhte. In den ProB-Aufstiegsspielen im Juni 2021 stand er wieder für Wolmirstedt auf dem Feld und schaffte mit der Mannschaft den Sprung in die dritthöchste Spielklasse Deutschlands.
Nach seiner Basketballlaufbahn zog Canty in die Vereinigten Arabischen Emirate und gründete ein Unternehmen, das Dienstleistungen für auswanderungswillige Menschen anbietet.